# Johan Gigengack
Johan Gigengack (Hengelo, 20 mei 1933 - aldaar, 18 oktober 1976) was de uitgever van Twènterlaand en later de Twentse Post en schrijver van enkele boeken over het Twents of de Twentse cultuur. Hij speelde een actieve rol in de Nedersaksische Beweging van de vijftiger en zestiger jaren van de vorige eeuw.
Zijn Twentse novelle De boetenste duusternis (1961) kreeg een bijzonder kil onthaal en veroorzaakte een streektaalrel. Hij wil laten zien, dat het Twents ook in staat is problematieken van het moderne leven te beschrijven. De novelle is een korte ideeënroman over de ex-priesterstudent Eskes Lentveerdink, die een nieuwe invulling aan zijn leven probeert te geven, maar daarin gedwarsboomd wordt. Hij is enig kind en erfgenaam van de eeuwenoude familieboerderij
In het door hem opgerichte maandblad de Twentse Post kon Johan Gigengack uiting geven aan zijn affiniteit met belangrijke ontwikkelingen op het gebied van taal, kunst, historie en de Twentse samenleving als zodanig. Met het publiceren over de streekcultuur van vroeger en nu, wekte de Twentse Post (en daarvóór het blad Twènterlaand en -leu en -sproake) op tot regionaal zelfbewustzijn.
Naast de maandelijkse uitgaven droeg Johan Gigengack in brede zin bij aan de Twentse cultuur met een aantal boeken. Zijn eersteling was Graedske (1955), gevolgd door De boetenste duusternis (1961).
Zijn sterke betrokkenheid bij de beeldende kunst verwoordde Gigengack in De trap der vergezichten (1971). De terugkeer van de schrijver tot de moodersproake krijgt gestalte in zijn laatste werk Twentse woorden en gezegden (1979).